# Kap-Bleiwurz
Die Kap-Bleiwurz (Plumbago auriculata, Syn.: Plumbago capensis Thunb.) ist eine südafrikanische Pflanzenart aus der Gattung Bleiwurz (Plumbago), die heute als Zierpflanze weltweite Verbreitung gefunden hat.

## Beschreibung
Bei der Kap-Bleiwurz handelt es sich um einen immergrünen, etwa 2 bis 3 m hohen Strauch oder eine ausdauernde, krautige Pflanze. Ihre Zweige sind niederliegend bis überhängend oder kletternd. 
Die wechselständigen, ganzrandigen und sitzenden bis kurz gestielten Laubblätter sind 3 bis 9 cm lang und 1 bis 3 cm breit. Sie sind ganzrandig, spitz bis stumpf und manchmal feinstachelspitzig und verkehrt-eiförmig, spatelförmig. Die stängelumfassenden Blätter sind an der Basis geöhrt (daher das Epitheton auriculata). An der Blattunterseite finden sich zahlreiche kleine, weißliche Schüppchen, die durch Kalk abscheidende Drüsen entstehen (Verdunstungsschutz). Die Nebenblätter fehlen.
Die hellblauen bis weißen, zwittrigen und fünfzähligen, stieltellerförmigen, fast sitzenden bis kurz gestielten Blüten erscheinen vorwiegend im Sommer und stehen in endständigen, kompakten Trauben. Aus dem röhrigen, rippigen, oben gezähnten, etwa 1–1,2 Zentimeter langen Kelch, der oberseits mit gestielten, klebrigen Drüsen besetzt ist, ragt die Krone mit langer, enger Röhre und flachem Saum hervor. Die Kronlappen mit dunklerer Mittelader sind verkehrt-eiförmig und bis 1,5 Zentimeter lang. Die Staubblätter mit an der Basis verbreiterten Staubfäden sind leicht vorstehend. Der einkammerige Fruchtknoten ist oberständig mit langem, schlankem Griffel und gelappter Narbe mit länglichen Ästen. Es sind Nektarien an der Staubblattbasis vorhanden.
Die Frucht ist eine rippige, bis 1 Zentimeter lange und längliche, einsamige Kapsel im beständigen, drüsigen Kelch.

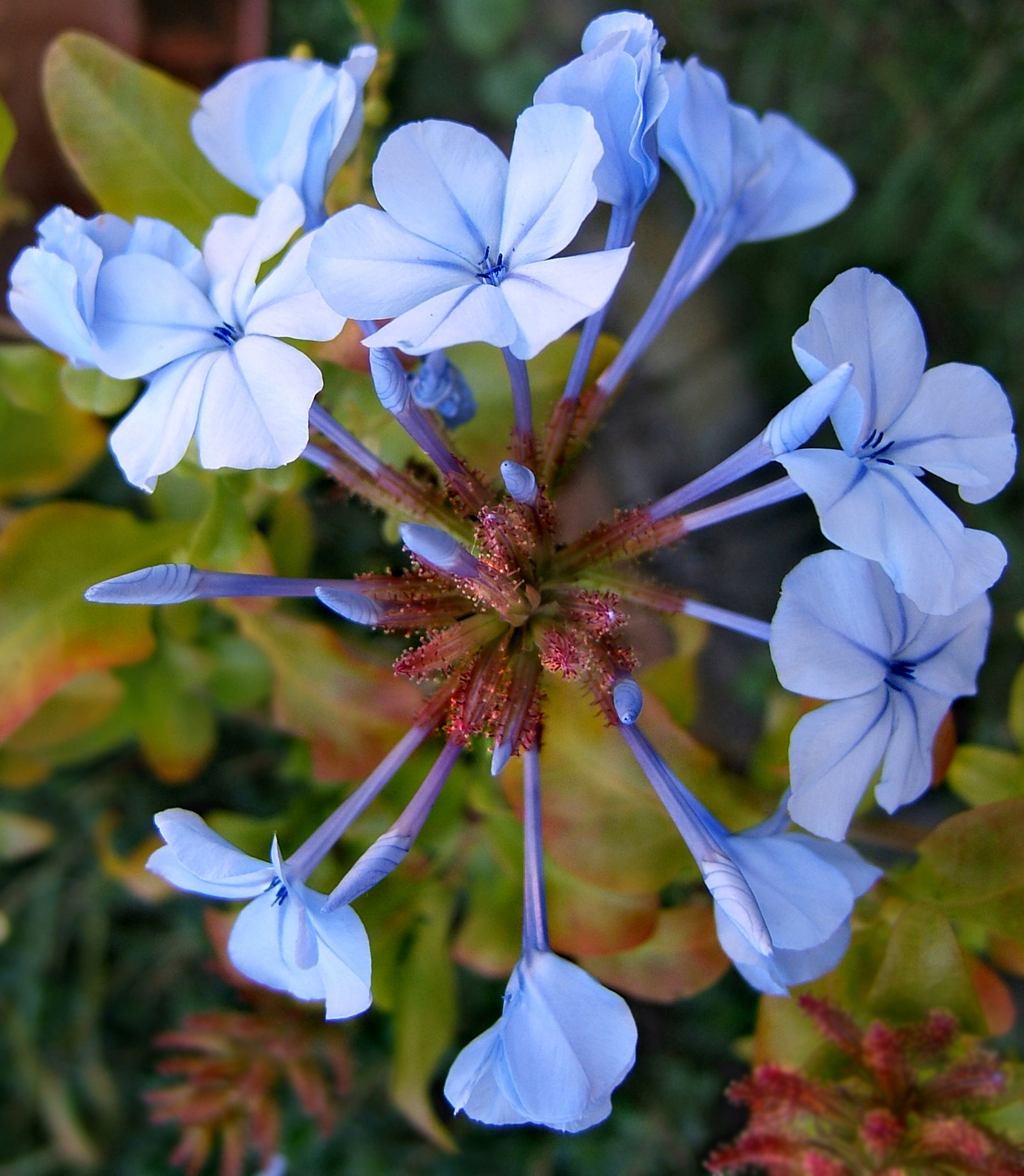
Blütenstand, am Kelch sind die gestielten Drüsen zu erkennen

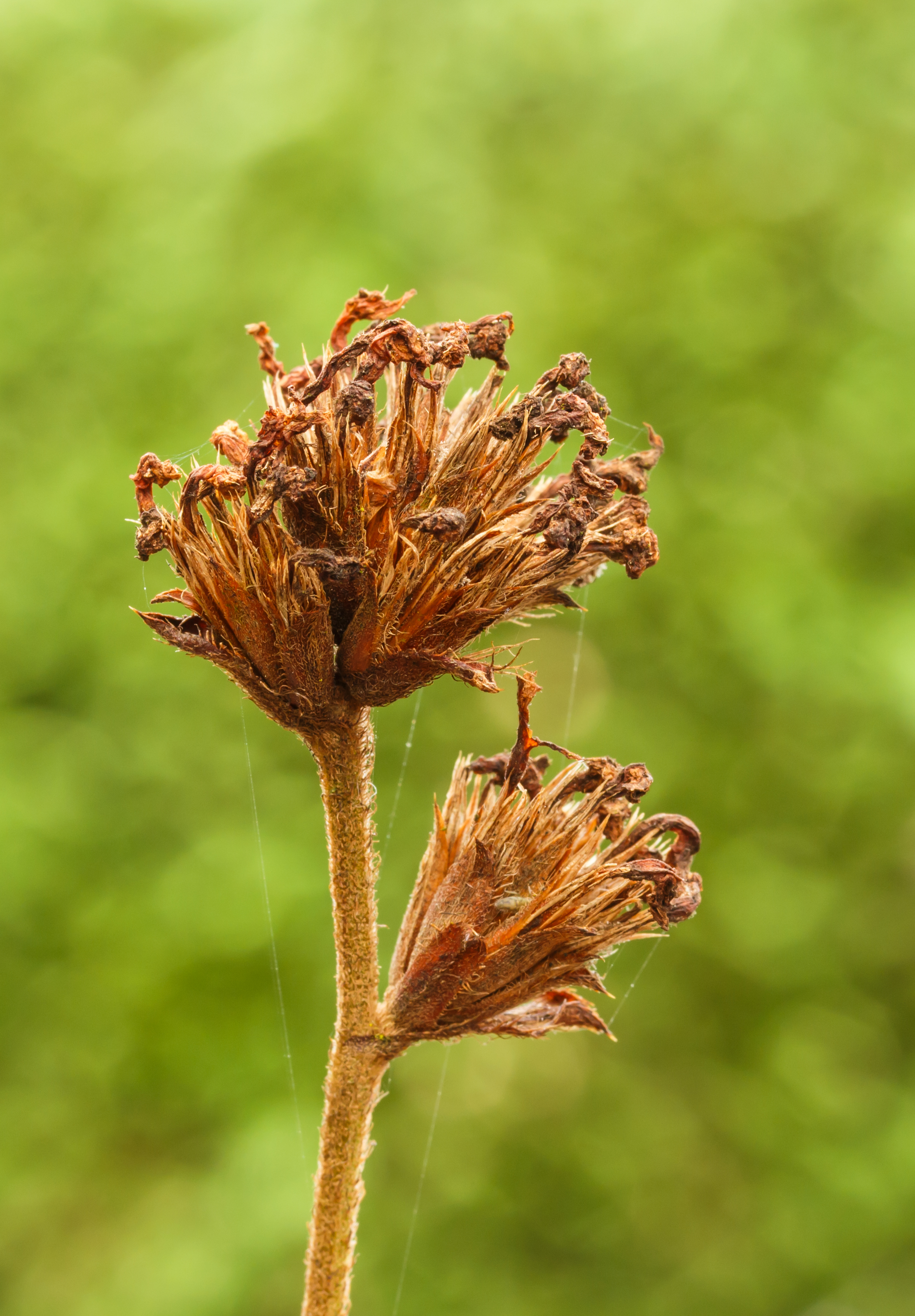
Fruchtstand

## Verbreitung und Ökologie
Die Kap-Bleiwurz stammt aus Südafrika. Ihr Verbreitungsgebiet reicht von der südlichen Kapregion bis nach Eastern Cape und KwaZulu-Natal. Außerdem ist sie in Gauteng und den angrenzenden Gebieten von Free State und der North West Province anzutreffen. Weiterhin gibt es ein isoliertes Vorkommen in Mpumalanga.
Typischerweise wächst die Art im Gebüsch bzw. Dickicht. Die blühende Pflanze wird von verschiedenen Schmetterlingen besucht. Ihre Blätter dienen der Raupe von Cyclyrius pirithous als Nahrung.

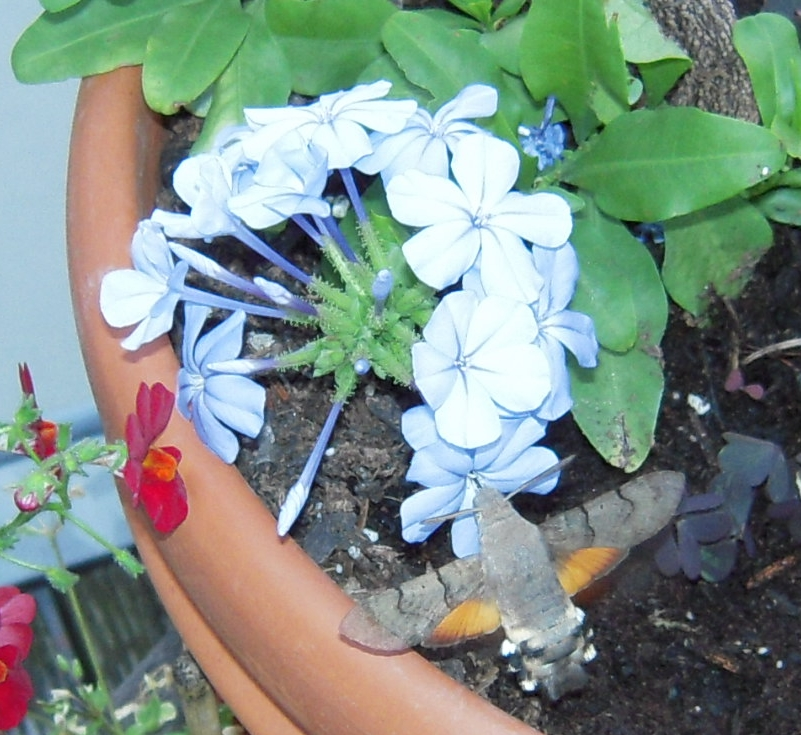
Die blühende Pflanze wird von verschiedenen Schmetterlingen besucht, hier ein Taubenschwänzchen

Umgekehrt fangen die klebrigen Kelchblätter bisweilen Tiere bis zur Größe einer Stubenfliege. Es wird vermutet, dass die heute lebenden Plumbago-Arten den ersten Vorfahren von Drosera und anderen karnivoren Pflanzen stark ähneln.
Als Zierpflanze ist Plumbago auriculata heute in den Tropen und Subtropen (u. a. dem Mittelmeergebiet) weit verbreitet. Auch in Mitteleuropa wird sie als Kübelpflanze kultiviert (oft als Hochstamm), ist allerdings nicht frosthart.

## Sorten
Es existieren mehrere Sorten, u. a. ‘Royal Cape’ (blüht in dunklerem Blau) sowie die weißblütige und niedrigwüchsigere ‘Alba’.

## Verwendung
In der Heimat der Pflanze wird ihr Press-Saft, der die Haut blaugrau färbt, zu Tätowierungen benutzt.